# Marie Thomas
Marie Thomas (Likoepang (Minahasa), 17 februari 1896 – Bukittinggi, 29 oktober 1966) was de eerste vrouw die in Nederlands-Indië (het latere Indonesië) werd opgeleid tot arts. Zij studeerde in 1922 af aan de School tot Opleiding van Inlandsche Artsen (STOVIA) in Batavia. Zij legde zich vooral toe op verloskunde en was een van de eerste artsen in Nederlands-Indië die zich bezighield met geboortebeperking. Zij was ook de oprichter van de eerste vroedvrouwenschool op Sumatra.

## Biografie
Marie Thomas was de dochter van de protestants-christelijke beroepsmilitair Adriaan Thomas (1861-1925) en zijn vrouw Nicolina Maramis. Haar vader werd regelmatig overgeplaatst, waardoor Thomas als kind op veel verschillende plaatsen in Nederlands-Indië woonde. Zij kreeg hoogstwaarschijnlijk onderwijs aan de Europese Lagere School in Manado.
In 1912 meldde zij zich aan als studente bij de School tot Opleiding van Inlandsche Artsen (STOVIA) in Batavia (later Jakarta), die dat jaar voor het eerst meisjes toeliet. Zij werd aangemoedigd en gesteund door de apotheker Charlotte Jacobs, de zuster van Aletta Jacobs. Jacobs richtte met de schrijfster Marie van Zeggelen en Elisabeth van Deventer-Maas, de echtgenote van Conrad van Deventer, een fonds op om de studiekosten van meisjes te betalen (jongens konden de opleiding gratis doen, meisjes moesten  betalen). Onder de tweehonderd studenten aan de STOVIA was Thomas aanvankelijk de enige vrouw. 
Er waren in Nederlands-Indië in die tijd al enkele vrouwelijk artsen werkzaam, onder wie Nel Stokvis-Cohen Stuart, maar zij waren in Europa opgeleid. Thomas studeerde in 1922 als eerste vrouw in Nederlands-Indië af als arts. Ze ging werken bij de Centrale Burgerlijke Ziekeninrichting (CBZ), een groot ziekenhuis in Batavia. Bij Nicolaas J.A.F. Boerma specialiseerde ze zich in de verloskunde.
Op 16 maart 1929 trouwde ze met haar studiegenoot Mohammad Joesoef (1898-1958) uit Solok, die tegelijk met haar was afgestudeerd. Uit dit huwelijk werden een dochter en een zoon geboren. Het huwelijk was zeker voor die tijd bijzonder omdat de beide partners verschillende godsdiensten hadden (zij christelijk, hij moslim) en afkomstig waren uit verschillende delen van Indonesië (zij uit Minahasa, hij uit West-Sumatra). Na haar huwelijk was ze een tijd gouvernementsarts te Padang (West-Sumatra). Vervolgens verhuisde ze naar Weltevreden bij Batavia waar Mohamad Joesoef particulier arts werd.
In 1932 werd Thomas bestuurslid van de gematigd nationalistische politieke partij  Persatoean-Minahasa (Verenigd Minahasa). Deze partij was voorstander van een federaal Indonesië, met een autonoom Minahasa. In 1935 verliet zij het bestuur en verhuisde met haar gezin naar Fort de Kock (Bukittinggi) op Sumatra. Daar werkte ze in het ziekenhuis en had een particuliere praktijk.
Thomas hield zich als een van de eerste artsen in Nederlands-Indië bezig met geboortebeperking. Ook gaf ze gratis medische zorg aan mensen die geen arts konden betalen. In 1940 was ze betrokken bij de oprichting van een lokale afdeling van de Vereeniging van Indonesische Geneeskundigen, waarvan ze een jaar penningmeester was. Zij werkte door als arts tijdens de Japanse bezetting, de politionele acties en de Bersiap-periode. Rond 1950 richtte ze in Bukittingi een vroedvrouwenschool op, de eerste op Sumatra, waar ze ook docent was. Ze bleef tot haar dood op zeventigjarige leeftijd actief als arts.